# Gladau
Gladau este o comună din landul Saxonia-Anhalt, Germania.